# Medalla Edison IEEE

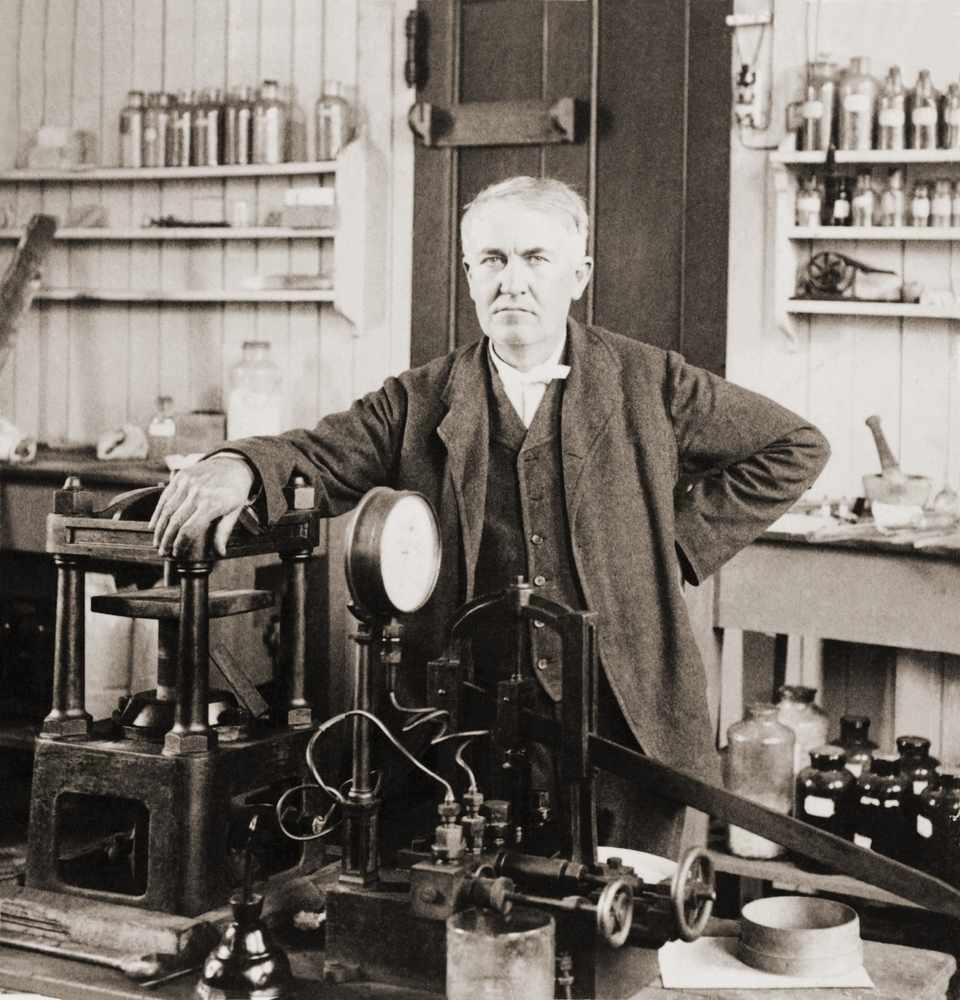
Edison, en su taller de Nueva Jersey, en 1901; inspiración para la medalla homónima.

La Medalla Edison IEEE (1904–1907: Medalla Edison; 1908–1962: Medalla Edison AIEE) es un galardón, de muy alto nivel, entregado por toda una carrera de logros en los campos científicos y/o ingenierías. Data de 1904 aunque la primera medalla no fue entregada hasta 1909.

## Origen
La Medalla Edison, llamada así en honor al empresario e inventor Thomas Alva Edison, fue creada el 11 de febrero de 1904 por un grupo de amigos y socios de este. Cuatro años más tarde, el Instituto Americano de Ingenieros Eléctricos (AIEE) firmó un acuerdo con el grupo para presentar la medalla como su máximo galardón. La primera medalla fue otorgada, en 1909, a Elihu Thomson, y desde entonces, salvo contadas excepciones, se entrega anualmente.
Después de la fusión del AIEE y el Instituto de Ingenieros de Radio (IRE), en 1963, para formar el IEEE, se decidió que la Medalla al Honor IRE se debería presentar como el máximo galardón del IEEE, mientras que la Medalla Edison se convertiría en la medalla principal del IEEE.

### Quienes y porqué
La Medalla Edison IEEE es concedida por el Instituto de Ingenieros Eléctricos y Electrónicos (IEEE) "por una carrera de logros meritorios en la ciencia eléctrica, ingeniería eléctrica o las artes eléctricas".
Esta es una de las medallas más antiguas, y deseadas, en el campo de la ingeniería en los Estados Unidos, así como una de las más importantes más allá de sus fronteras.
El premio consiste en:
- Una medalla de oro.
- Réplica en bronce (de la medalla).
- Certificado.
- Premio en metálico.

La Medalla Edison únicamente puede ser otorgada a un individuo, con lo cual, y recalcando lo evidente, quedan descartados los grupos, instituciones, etc.

## Premiados

### 1909 a 1919

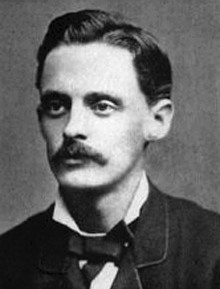
Elihu Thomson, alrededor de 1880, tuvo el honor de ser premiado con la primera Medalla Edison en 1909.

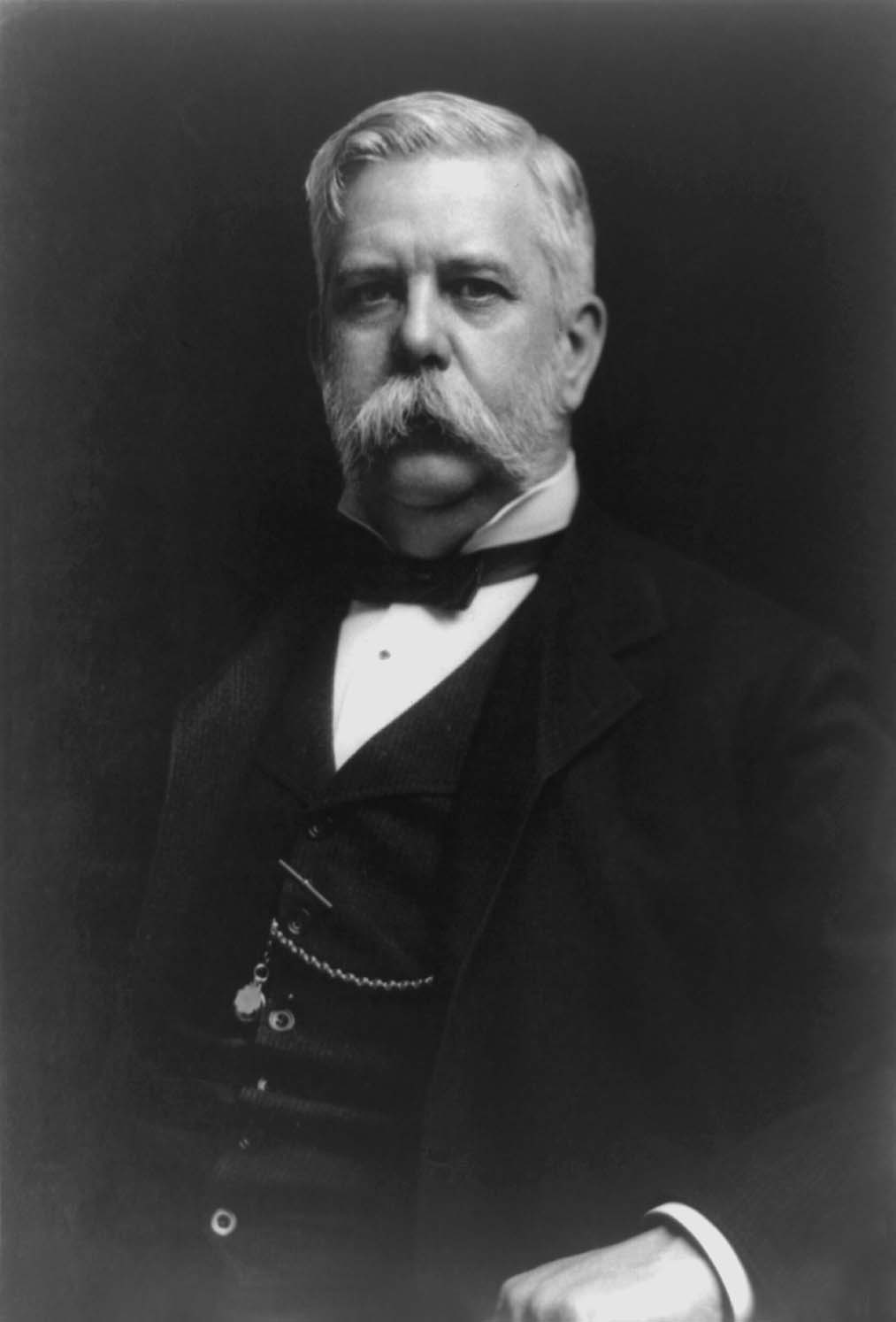
George Westinghouse, alrededor de 1900-14, obtuvo la Medalla Edison en 1911.

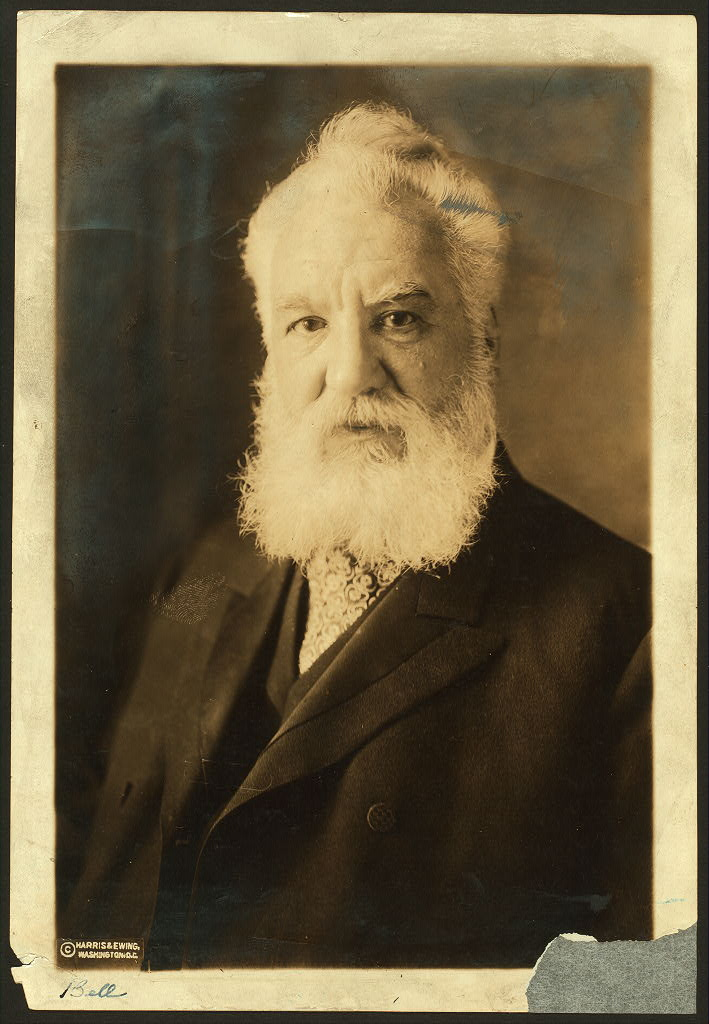
Alexander Graham Bell, alrededor de 1850-60, obtuvo la Medalla Edison en 1914.

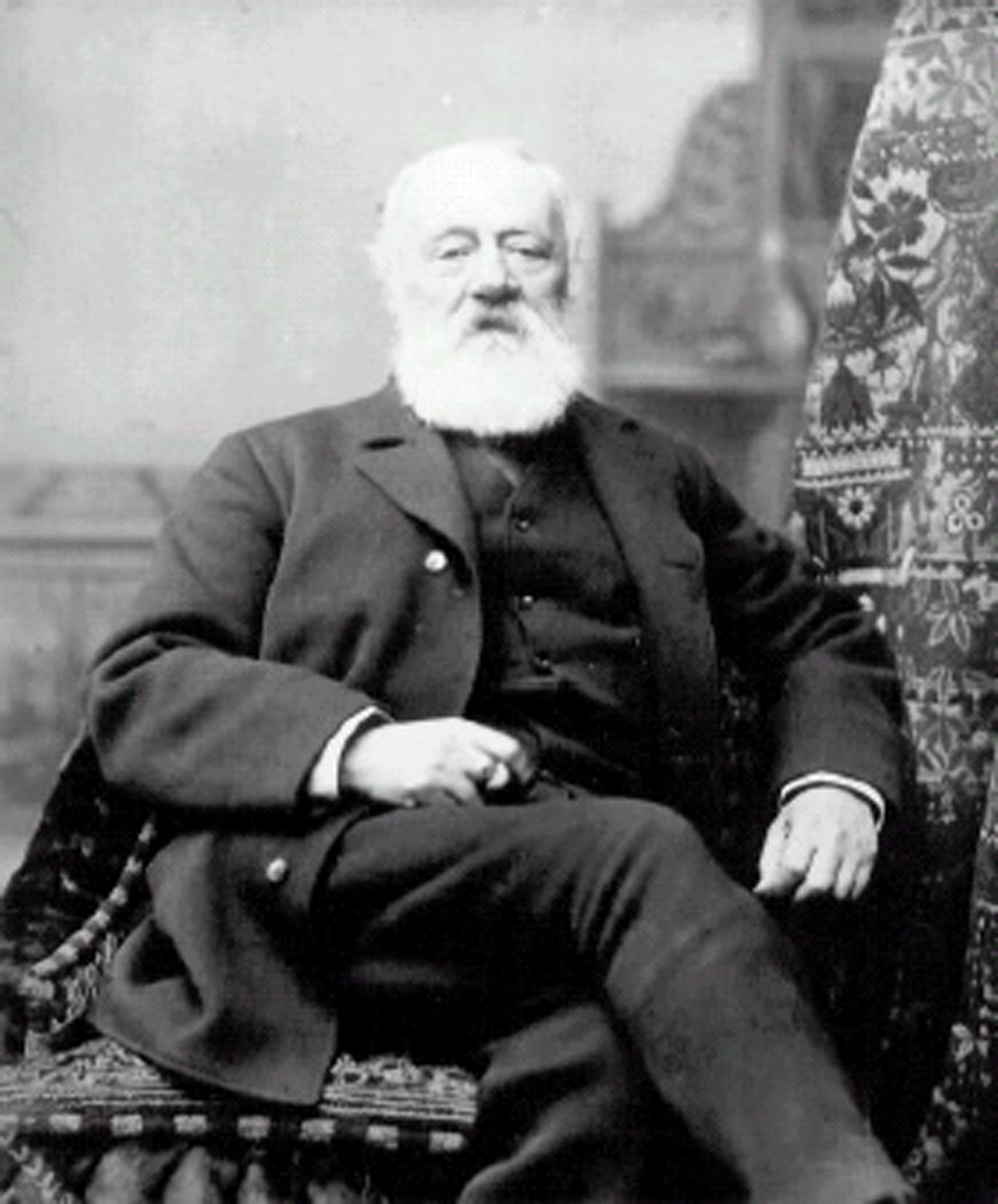
Antonio Meucci, en 1878, verdadero inventor del teléfono; hasta 2002 no fue reconocido.

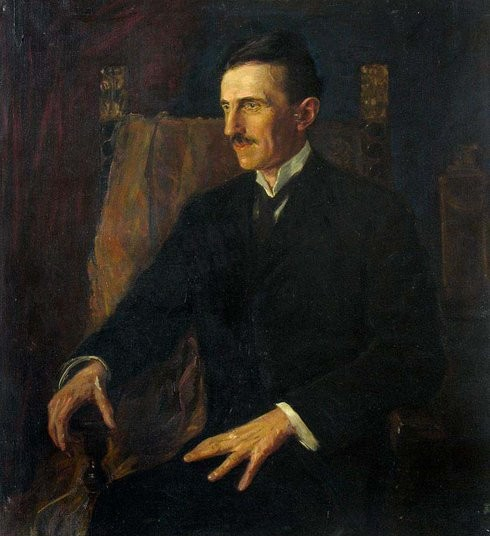
Nikola Tesla, en el cuadro "blue portrait" (pintado por Vilma Lwoff-Parlaghy en 1916), obtuvo la Medalla Edison en 1916.

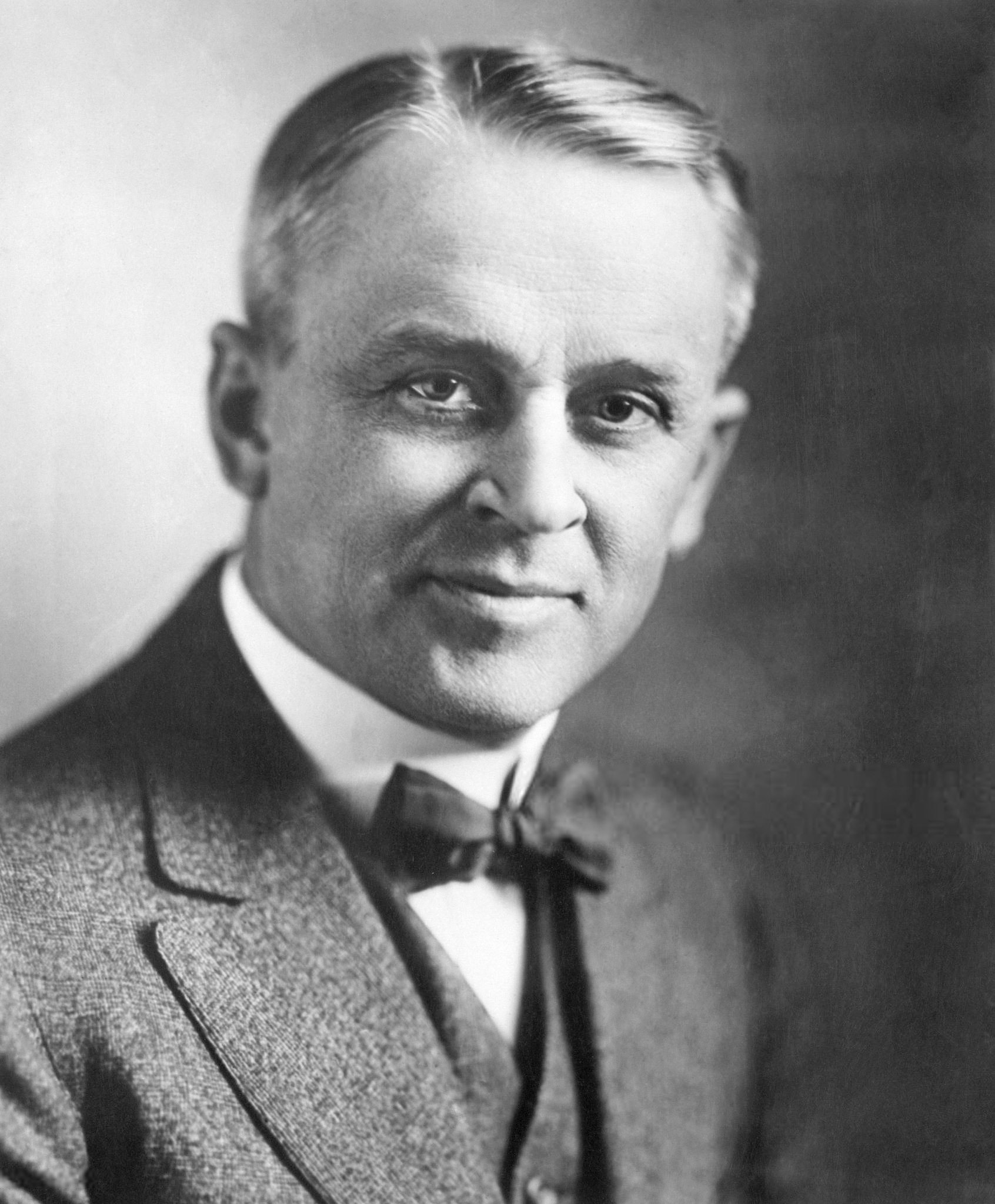
Robert A. Millikan, alrededor de 1923, con su trabajo en la electricidad descubrió, entre otras cosas, los valores de la carga eléctrica, obtuvo la Medalla Edison en 1922.

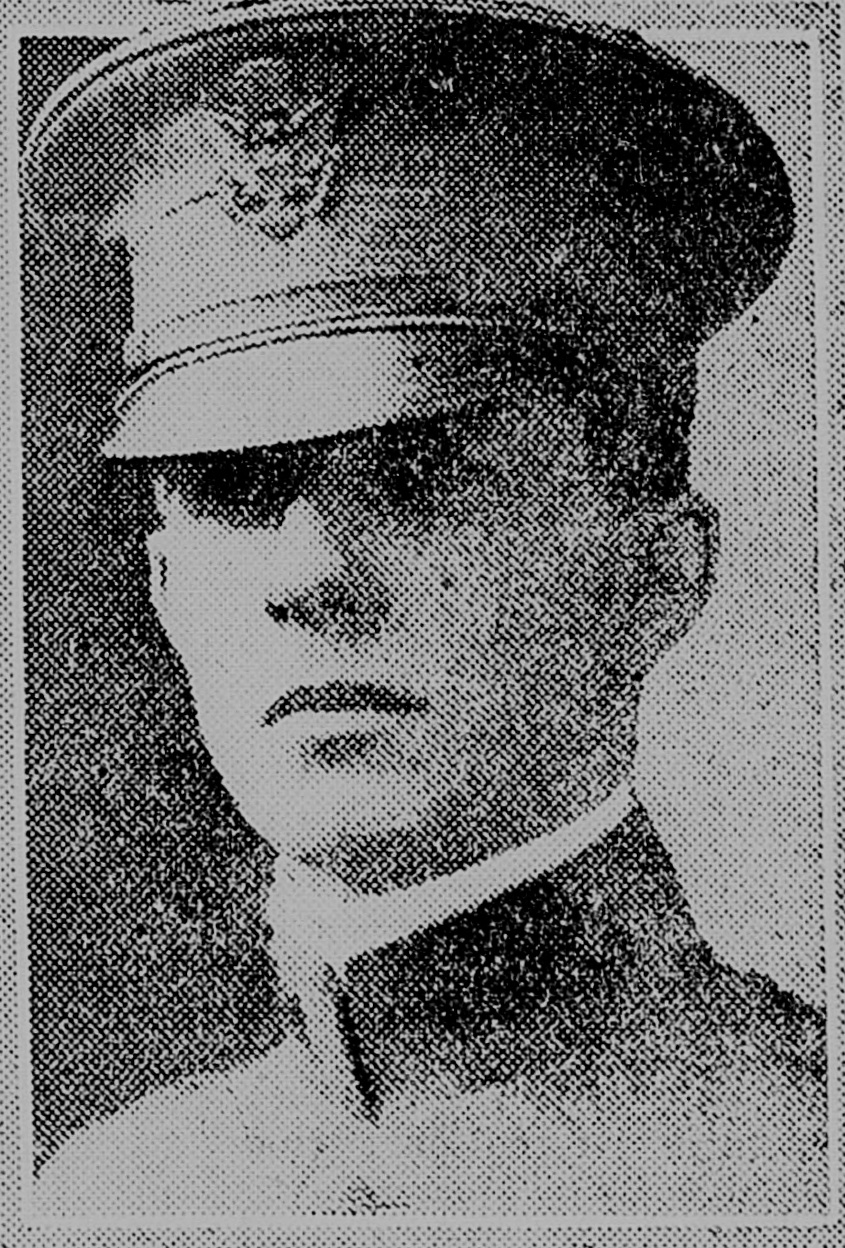
Frank B. Jewett, alrededor de 1919, 1er presidente de los laboratorios Bell e importante desarrollador de las telecomunicaciones (telefónicas), obtuvo la Medalla Edison en 1928.

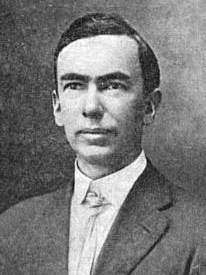
Frank Conrad obtuvo la medalla en 1930.

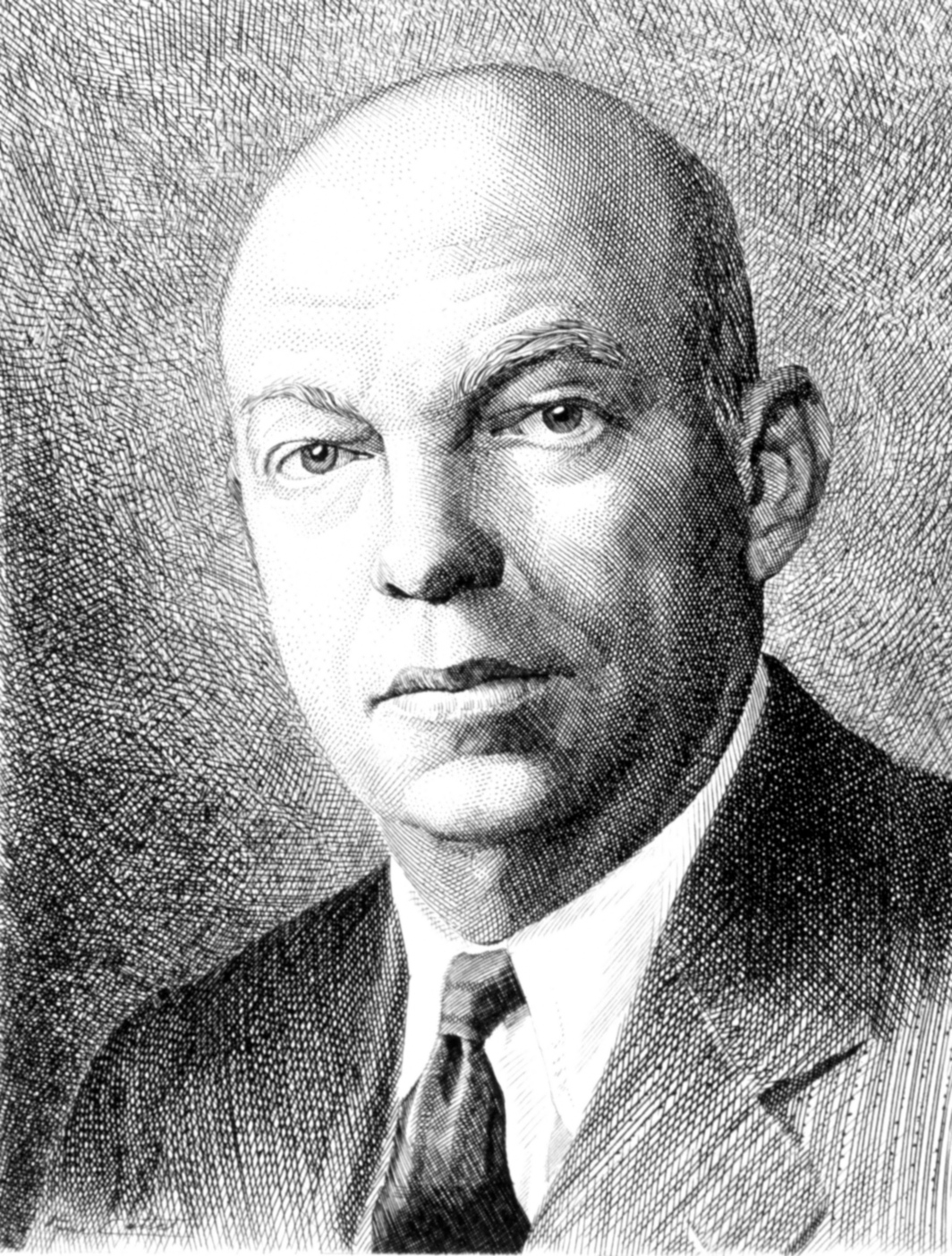
Edwin H. Armstrong, inventor de la FM, obtuvo la Medalla Edison en 1942.

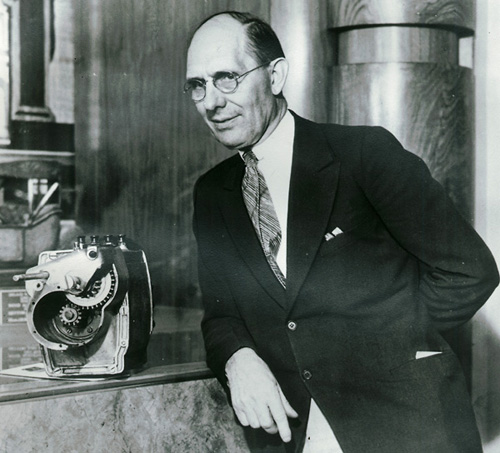
Charles F. Kettering, junto a su primer motor de arranque eléctrico, obtuvo la Medalla Edison en 1958.

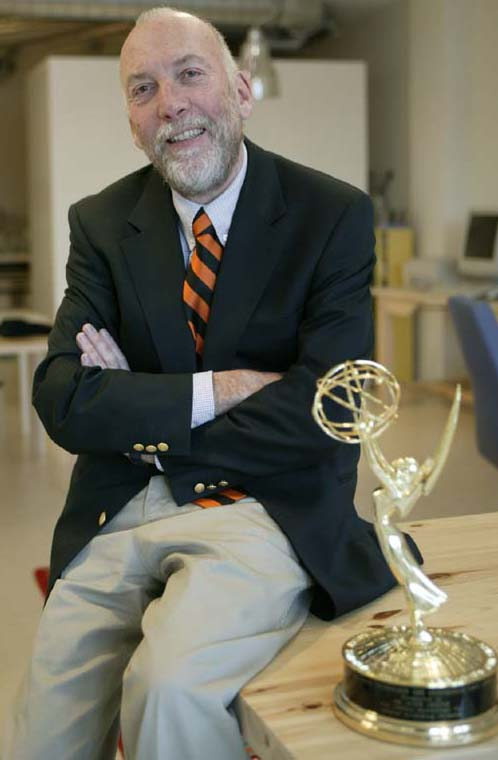
Kees Schouhamer Immink, partícipe directo de la invención de la tecnología base del CD (codificación principalmente y colíder del proyecto Philips-Sony) y posteriores evoluciones, obtuvo la Medalla Edison en 1999.

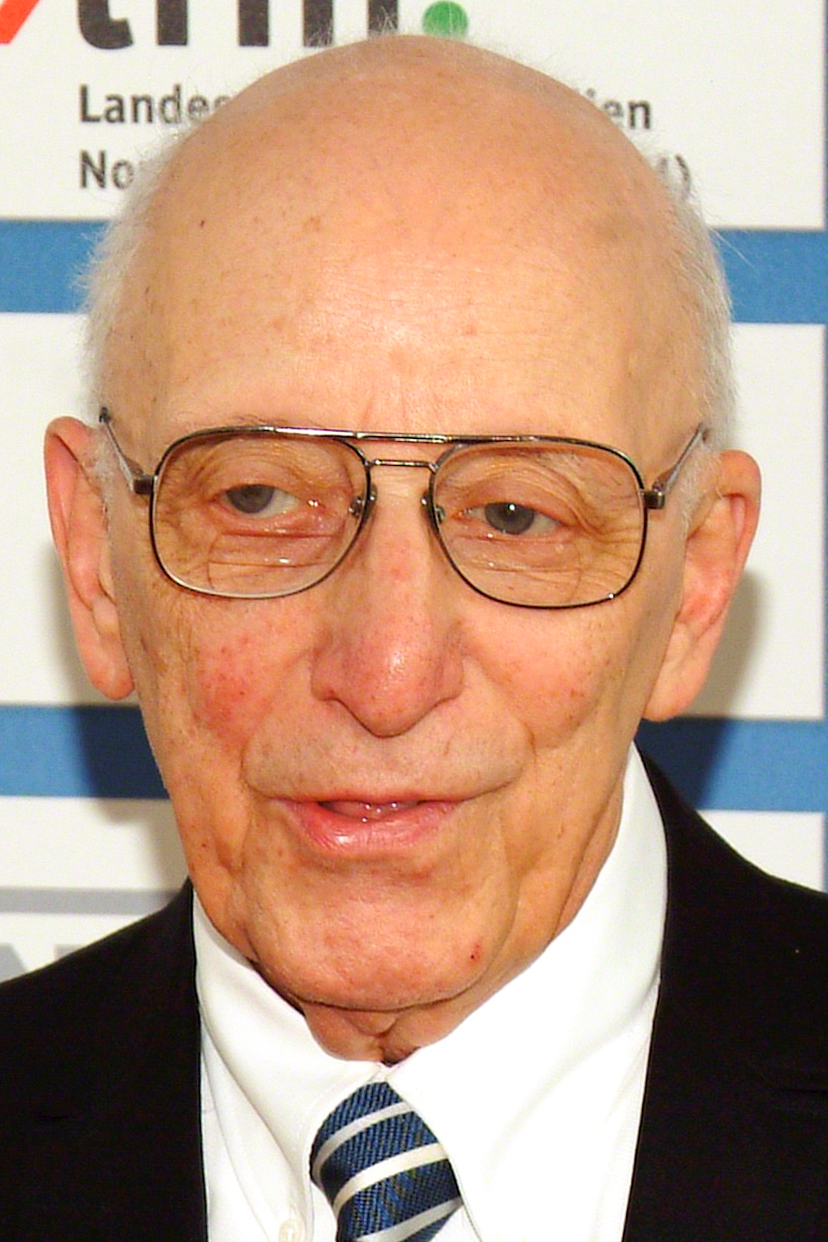
Ralph H. Baer, en 2009, «el Padre de los videojuegos», obtuvo la Medalla Edison en 2014.

La primera Medalla Edison fue entregada, en el año 1909, bajo el nombre de Medalla Edison AIEE; y con ese nombre permaneció hasta 1962, inclusive.
Otra particularidad de esta primera década fue que, en 1915, se dio el caso del primer premio que quedó desierto.
La Medalla Edison, irónicamente, fue concedida a mucha gente que trabajó en el campo de la corriente alterna cuando el propio Edison fue defensor acérrimo de la continua. Incluso, al comienzo de la era eléctrica, se dio el caso de la llamada "Guerra de las corrientes".
Mención aparte merece Benjamin G. Lamme, quien ganó la Medalla en 1918 y contó con la suya propia, la Medalla Lamme, de 1924 hasta 2008, cuando fue descontinuada por falta de patrocinadores.
Y no se podía olvidar, aunque en gran medida si lo haya hecho la historia, a Nikola Tesla, ganador de la Medalla en 1916 y parte fundamental del binomio Tesla-Westinghouse. Ellos fueron los verdaderos padres de la electricidad, quienes hicieron posible su creación-distribución-uso por y para todo el mundo.
| Año  | Nombre                |                           | |
| ---- | --------------------- | ------------------------- | --- |
| 1909 | Elihu Thomson         | Bandera de Inglaterra     | Por sus meritorios logros en ciencias eléctricas, ingeniería y artes como se ejemplifica en sus contribuciones a dicho/s campo/s durante los últimos treinta años. |
| 1910 | Frank J. Sprague      | Bandera de Estados Unidos | Por sus meritorios logros en ciencias eléctricas, ingeniería y artes como se ejemplifica en sus contribuciones a dicho/s campo/s.                                  |
| 1911 | George Westinghouse   | Bandera de Estados Unidos | Por sus meritorios logros en relación con el desarrollo de la corriente alterna para iluminación y energía.                                                        |
| 1912 | William Stanley, Jr.  | Bandera de Estados Unidos | Por sus meritorios logros en invención y desarrollo de sistemas de corriente alterna.                                                                              |
| 1913 | Charles F. Brush      | Bandera de Estados Unidos | Por sus meritorios logros en invención y desarrollo de los sistemas de iluminación de arco.                                                                        |
| 1914 | Alexander Graham Bell | Bandera de Escocia        | Por su meritorio logro en la invención del teléfono. |
| 1915 | -                     |                           | |
| 1916 | Nikola Tesla          | Bandera de Croacia        | Por sus meritorios logros en sus tempranos e innovadores trabajos de los sistemas polifásicos y de alta frecuencia de las corrientes eléctricas.                   |
| 1917 | John J. Carty         | Bandera de Estados Unidos | Por su trabajo de ciencias y arte en la ingeniería del teléfono.                                                                                                   |
| 1918 | Benjamin G. Lamme     | Bandera de Estados Unidos | Por su invención y desarrollo de maquinaria eléctrica. |
| 1919 | William Le Roy Emmet  | Bandera de Estados Unidos | Por sus inventos y desarrollo de maquinaria eléctrica y conversores primarios de movimiento.                                                                       |

Y Dios dijo: "Hágase la luz", y la luz se hizo...
Pero la compañía eléctrica le dijo que tendría que esperar hasta el jueves para que la conectaran.

-Spike Milligan-

### 1920 a 1929
En 1926 nos encontramos con la segunda ocasión en la que el premio queda desierto.
William D. Coolidge fue quien recibió el premio ese año y, sin embargo, lo rechazó. Él, aludió a que su patente sobre el tungsteno dúctil (1913) estaba en proceso de invalidación por los tribunales por considerla no válida como invento; por eso no podía aceptar el premio.
Al año siguiente, 1927, volvió a ser premiado y esta vez sí, aceptó la Medalla Edison.
Esta década, por lo demás, supuso la llegada del primer premiado con la Edison que también conseguía ganar el Premio Nobel. No es sino Robert A. Millikan, quien en 1923 lo ganó por insistencia... 

Si bien el Nobel fue concedido "por su trabajo en la carga elemental de la electricidad así como por el efecto fotoeléctrico", es justo esta última parte la que demuestra el valor y decisión de un científico puesto que, Millikan, se pasó unos 10 años tratando de debatir el trabajo previo en dicho campo que había realizado Albert Einstein (ganador del Nobel en 1921).
Y al final, Millikan, comprobó que lo dicho por Einstein era correcto. No sin mostrar cierto escepticismo, recelo, ante una afirmación rotunda del tema.
| Año  | Nombre              |                           | |
| ---- | ------------------- | ------------------------- | --- |
| 1920 | Mihajlo I. Pupin    | Bandera de Serbia         | Por su trabajo en la física matemática y su aplicación a la transmisión eléctrica de las telecomunicaciones. |
| 1921 | Cummings C. Chesney | Bandera de Estados Unidos | Por sus desarrollos tempranos en la transmisión de corriente alterna.                                        |
| 1922 | Robert A. Millikan  | Bandera de Estados Unidos | Por su trabajo experimental en la ciencia de la electricidad.                                                |
| 1923 | John W. Lieb        | Bandera de Estados Unidos | Por el desarrollo y funcionamiento de las centrales eléctricas para iluminación y energía.                   |
| 1924 | John W. Howell      | Bandera de Estados Unidos | Por sus contribuciones para el desarrollo de la lámpara incandescente.                                       |
| 1925 | Harris J. Ryan      | Bandera de Estados Unidos | Por sus contribuciones al arte y ciencia de la transmisión eléctrica en alta tensión.                        |
| 1926 | -                   |                           | |
| 1927 | William D. Coolidge | Bandera de Estados Unidos | Por sus contribuciones al alumbrado eléctrico incandescente así como a los rayos X.                          |
| 1928 | Frank B. Jewett     | Bandera de Estados Unidos | Por sus contribuciones al arte de la comunicación eléctrica.                                                 |
| 1929 | Charles F. Scott    | Bandera de Estados Unidos | Por sus contribuciones al arte y ciencia de la transmisión polifásica de energía eléctrica.                  |

### 1930 a 1939
| Año  | Nombre                 |                           | |
| ---- | ---------------------- | ------------------------- | --- |
| 1930 | Frank Conrad           | Bandera de Estados Unidos | Por sus contribuciones a la radiodifusión así como en la transmisión de radio por onda corta. |
| 1931 | Edwin W. Rice          | Bandera de Estados Unidos | Por sus contribuciones al desarrollo de aparatos y sistemas eléctricos y su fomento de la investigación científica en la industria. |
| 1932 | Bancroft Gherardi, Jr. | Bandera de Estados Unidos | Por sus contribuciones al arte e ingeniería del teléfono así como al desarrollo de las comunicaciones eléctricas. |
| 1933 | Arthur E. Kennelly     | Bandera de Inglaterra     | Por sus logros meritorios en la ciencia eléctrica, ingeniería electrónica y artes eléctricas, ejemplificadas todas estas por sus contribuciones en la teoría de la transmisión eléctrica y en el desarrollo de normas eléctricas internacionales. |
| 1934 | Willis R. Whitney      | Bandera de Estados Unidos | Por sus contribuciones a la ciencia eléctrica, sus inventos pioneros y su inspirador liderazgo en el campo de la investigación. |
| 1935 | Lewis B. Stillwell     | Bandera de Estados Unidos | Por sus logros distinguidos en ingeniería y su trabajo pionero en la generación, distribución y utilización de la energía eléctrica. |
| 1936 | Alex Dow               | Bandera de Escocia        | Por su liderazgo sobresaliente en el desarrollo de la industria de las centrales eléctricas y su servicio al público. |
| 1937 | Gano Dunn              | Bandera de Estados Unidos | Por sus contribuciones distinguidas en pos de ampliar la ciencia y arte de la ingeniería eléctrica, en la administración de grandes obras de ingeniería, y por su inspirador liderazgo en la profesión.                                           |
| 1938 | Dugald C. Jackson      | Bandera de Estados Unidos | Por un extraordinario e inspirador liderazgo en la enseñanza de ingeniería y en el campo de la generación y distribución de energía eléctrica. |
| 1939 | Philip Torchio         | Bandera de Italia         | Por sus contribuciones distinguidas en el arte e ingeniería de la central eléctrica y por sus logros en la distribución de la producción y utilización de la energía eléctrica.                                                                   |

Cuando Thomas Edison trabajaba hasta altas horas de la madrugada en la luz eléctrica, tenía que hacerlo con una lámpara de gas o una vela.

Estoy seguro de que eso hizo que el trabajo pareciera mucho más urgente.

-George Carlin-

### 1940 a 1949
| Año  | Nombre                 |                           | |
| ---- | ---------------------- | ------------------------- | --- |
| 1940 | George Ashley Campbell | Bandera de Estados Unidos | En reconocimiento a su distinguida labor como científico e inventor y por sus sobresalientes contribuciones originales, en teoría y práctica, sobre aparatos y circuitos eléctricos.                                                                          |
| 1941 | John B. Whitehead      | Bandera de Estados Unidos | Por sus contribuciones al campo de la ingeniería eléctrica, su pionero avance y desarrollo del campo de la investigación dieléctrica y sus logros y mejoras en la enseñanza de ingeniería/s.                                                                  |
| 1942 | Edwin H. Armstrong     | Bandera de Estados Unidos | Por sus contribuciones distinguidas al arte de la comunicación eléctrica, especialmente: El circuito regenerativo, el receptor superheterodino, y la frecuencia modulada (FM).                                                                                |
| 1943 | Vannevar Bush          | Bandera de Estados Unidos | Por su contribución al avance de la ingeniería eléctrica, en particular a través del desarrollo de nuevas aplicaciones de las matemáticas a los problemas de ingeniería, y por su eminente servicio a la nación guiando el programa de investigación militar. |
| 1944 | Ernst Alexanderson     | Bandera de Suecia         | Por sus inventos y desarrollos sobresalientes en el campo de la radio, su mejora en potencia, y como esto evolucionó el transporte e incluso a la propia Marina.                                                                                              |
| 1945 | Philip Sporn           | Bandera de Austria        | Por sus contribuciones en pos de una generación y transmisión de energía económica y fiable. |
| 1946 | Lee De Forest          | Bandera de Estados Unidos | Por sus logros pioneros en la radio y la invención del tubo de vacío, triodo, y sus profundas consecuencias técnicas y sociales. |
| 1947 | Joseph Slepian         | Bandera de Estados Unidos | Por sus contribuciones teóricas y prácticas a los sistemas de energía a través de análisis de circuitos, control de arco e interrupción de corriente. |
| 1948 | Morris E. Leeds        | Bandera de Estados Unidos | Por sus contribuciones a la industria a través del desarrollo y producción de precisos dispositivos y controles de medición eléctricos. |
| 1949 | Karl B. McEachron      | Bandera de Estados Unidos | Por sus contribuciones al avance de la ciencia eléctrica en el campo de los rayos y otros fenómenos de alta tensión, así como por la aplicación de este conocimiento en/para el diseño y protección de los sistemas de aparatos eléctricos.                   |

### 1950 a 1959
| Año  | Nombre               |                           | |
| ---- | -------------------- | ------------------------- | --- |
| 1950 | Otto B. Blackwell    | Bandera de Estados Unidos | Por sus contribuciones pioneras al arte de la transmisión telefónica. |
| 1951 | Charles F. Wagner    | Bandera de Estados Unidos | Por sus contribuciones distinguidas en el campo de la ingeniería de sistemas de energía. |
| 1952 | Vladimir K. Zworykin | Bandera de Rusia          | Por sus contribuciones sobresalientes al concepto y diseño de sistemas y componentes electrónicos. |
| 1953 | John F. Peters       | Bandera de Estados Unidos | Por sus contribuciones a los principios del diseño del transformador, su invención del Klydonografo, sus contribuciones a los ordenadores militares y por su solidaria y empatica comprensión en la formación de los jóvenes ingenieros. |
| 1954 | Oliver E. Buckley    | Bandera de Estados Unidos | Por sus contribuciones personales a la ciencia y arte que han hecho posible el cable transatlántico telefónico; por su sabia dirección de un gran laboratorio industrial; por servicios excepcionales al gobierno de su país. |
| 1955 | Leonid A. Umansky    | Bandera de Rusia          | Por su destacada contribución a la electrificación de la industria a través de la aplicación de máquinas eléctricas, dispositivos y sistemas de automatización de la maquinaria y sus procesos; y por su inspiración, liderazgo y enseñanza de los hombres en/para este trabajo.                                                                                                   |
| 1956 | Comfort A. Adams     | Bandera de Estados Unidos | Por sus logros pioneros en el desarrollo de maquinaria de corriente alterna y en la soldadura eléctrica; por su visión e iniciativa en la formación de una organización de estándares de ingeniería y su eminencia como educador e ingeniero consultor. |
| 1957 | John K. Hodnette     | Bandera de Estados Unidos | Por sus significativas contribuciones a la industria eléctrica a través del diseño y desarrollo de nuevos transformadores que supusieron todo un avance en servicio, protección y rendimiento. Por su visión, juicio y habilidades gestoras que fomentó y con las que logró la aplicación práctica de sus ideas no resultando sino en numerosos avances en la industria eléctrica. |
| 1958 | Charles F. Kettering | Bandera de Estados Unidos | Por su invención, investigación y desarrollo en diversos campos de la industria, ingeniería, transporte, medicina, educación, energía y potencia, resultando esto en un gran servicio y bien para toda la humanidad. |
| 1959 | James F. Fairman     | Bandera de Estados Unidos | Por un rendimiento excepcional en la mejora del diseño de los grandes sistemas de energía eléctrica; por un liderazgo con visión de futuro en el desarrollo de la energía atómica; y por sus incansables esfuerzos a la hora de mejorar la profesión del ingeniero. |

La electricidad es únicamente rayos organizados.

-George Carlin-

### 1960 a 1969
Corrían tiempos de cambio, y 1962 fue el último año con la Medalla Edison AIEE. A partir de ese momento, y tras la fusión del AIEE y el Instituto de Ingenieros de Radio (IRE), la medalla pasó a tener un nuevo nombre:
- Medalla Edison IEEE

Poco tardó la nueva medalla en tener su propia historia...
Fue en 1964, con el nuevo-viejo premio recién estrenado, cuando su entrega quedó desierta; primera vez con su nuevo nombre y 3.ª ocasión en la que esto acaecía desde que se concedió la primera medalla, en el ya lejano 1909.
En cuanto a otras historias más allá de la medalla en sí...
Charles F. Avila, fue pionero en el uso del neopreno en los cables eléctricos para evitar, entre otros, corrientes parásito así como la corrosión que estos sufrían en determinados entornos (subterráneos, mayormente, o con aguas próximas). Este curioso dato es parte del trabajo que en 1968 le valió la concesión del premio.
| Año  | Nombre                 |                           | |
| ---- | ---------------------- | ------------------------- | --- |
| 1960 | Harold S. Osborne      | Bandera de Estados Unidos | Por sus contribuciones al arte de las telecomunicaciones y su liderazgo y visión al extender su/s aplicación/es; por sus logros en la coordinación de una estandarización de las comunicaciones tanto a nivel nacional como internacional; y por su evolución de la profesión del ingeniero. |
| 1961 | William B. Kouwenhoven | Bandera de Estados Unidos | Por su inspirador liderazgo en la educación, por sus contribuciones en el campo del aislamiento eléctrico, mediciones eléctricas, y la ciencia eléctrica aplicada a la medicina, y sobre todo y especialmente por sus investigaciones sobre los efectos de la electricidad en el cuerpo humano y su encomiable logro y desarrollo de la contradescarga para la cura de la fibrilación del corazón. |
| 1962 | Alexander C. Monteith  | Bandera de Canadá         | Por sus meritorios logros en ingeniería, educación, gestión y desarrollo de los jóvenes ingenieros. |
| 1963 | John R. Pierce         | Bandera de Estados Unidos | Por su trabajo y liderazgo pioneros en las comunicaciones por satélite y por su estímulo y contribuciones a la óptica electrónica, por su tubo de onda progresiva y el control de la intensidad/señal/ruido en las corrientes de electrones. |
| 1964 | -                      |                           | |
| 1965 | Walker Lee Cisler      | Bandera de Estados Unidos | Por sus logros en la industria energética, incluyendo el desarrollo de la energía nuclear; por sus servicios a su país y a la comprensión internacional, incluida la aplicación de la energía eléctrica para el crecimiento económico en/de todas las naciones; y por sus múltiples contribuciones en pos de los ingenieros y su profesión.                                                        |
| 1966 | Wilmer L. Barrow       | Bandera de Estados Unidos | Por una carrera de meritorios logros innovando, enseñando y por el desarrollo de la transmisión de energía electromagnética en/a frecuencias de microondas. |
| 1967 | George Harold Brown    | Bandera de Estados Unidos | Por una carrera llena de méritos y distinguida por importantes contribuciones de ingeniería en el desarrollo de la antena de comunicaciones, la propagación electromagnética, la industria de la radiodifusión, el arte de la calefacción por radiofrecuencia y la televisión en color. |
| 1968 | Charles F. Avila       | Bandera de Estados Unidos | Por sus tempranas contribuciones a la transmisión subterránea, por su orientación continua en el campo de la investigación eléctrica y por su positivo liderazgo en el desarrollo de la industria de servicios eléctricos. |
| 1969 | Hendrik Wade Bode      | Bandera de Estados Unidos | Por sus contribuciones fundamentales a las artes de la comunicación, informática (matemática), y la teoría de control; por su liderazgo al llevar la ciencia matemática a influir en los problemas de ingeniería; y por su orientación y asesoría creativa en la ingeniería de sistemas. |

### 1970 a 1979
Entre los premiados en esta década nos encontramos a Howard H. Aiken, ganador de la Medalla en 1970 y máximo artífice de la saga de ordenadores Harvard Mark I, II, III y IV (base estos de la informática actual), y a Henri G. Busignies, quien a pesar de sus múltiples aportes para con el mundo permanece desconocido por ser para el ejército y secretas la mayoría de sus inventos y patentes.
| Año  | Nombre                    |                             | |
| ---- | ------------------------- | --------------------------- | --- |
| 1970 | Howard H. Aiken           | Bandera de Estados Unidos   | Por una carrera meritoria de contribuciones pioneras en el desarrollo y aplicación de los ordenadores digitales de gran escala y por sus importantes contribuciones a la educación en el campo de la informática digital.                  |
| 1971 | John Wistar Simpson       | Bandera de Estados Unidos   | Por sus constantes contribuciones a la sociedad a través del desarrollo y diseño de ingeniería de sistemas de energía nuclear. |
| 1972 | William Hayward Pickering | Bandera de Nueva Zelanda    | Por sus contribuciones a las telecomunicaciones, la guía de cohetes y control de naves espaciales, y por su inspirador liderazgo en la exploración no tripulada del sistema solar.                                                         |
| 1973 | Bernard D. H. Tellegen    | Bandera de los Países Bajos | Por una carrera creativa llena de significativos logros en la teoría de circuitos eléctricos, incluyendo el girador. |
| 1974 | Jan A. Rajchman           | Bandera de Inglaterra       | Por una carrera creativa en el desarrollo de dispositivos electrónicos y por su trabajo pionero en los sistemas de memoria informáticos.                                                                                                   |
| 1975 | Sidney Darlington         | Bandera de Estados Unidos   | Por sus contribuciones fundamentales a la teoría de redes y sus importantes invenciones en los sistemas de radar y circuitos electrónicos.                                                                                                 |
| 1976 | Murray Joslin             | Bandera de Estados Unidos   | Por su liderazgo en la superación de los obstáculos técnicos y financieros en la generación de energía nuclear y por su guía empresarial y previsión en la planificación, construcción y operación de la temprana Central Nuclear Dresden. |
| 1977 | Henri G. Busignies        | Bandera de Francia          | Por su liderazgo y contribuciones técnicas en los campos del radar, comunicación por radio y radionavegación. |
| 1978 | Daniel E. Noble           | Bandera de Estados Unidos   | Por su liderazgo e innovación cubriendo las necesidades de importantes reuniones públicas, especialmente en el desarrollo de las comunicaciones móviles y la electrónica de estado sólido.                                                 |
| 1979 | Albert Rose               | Bandera de Estados Unidos   | Por sus invenciones base al mundo de la televisión con los tubos de videocámara y sus contribuciones fundamentales a la comprensión de la fotoconductividad, aislantes así como a la visión humana y electrónica.                          |

### 1980 a 1989
Wow!

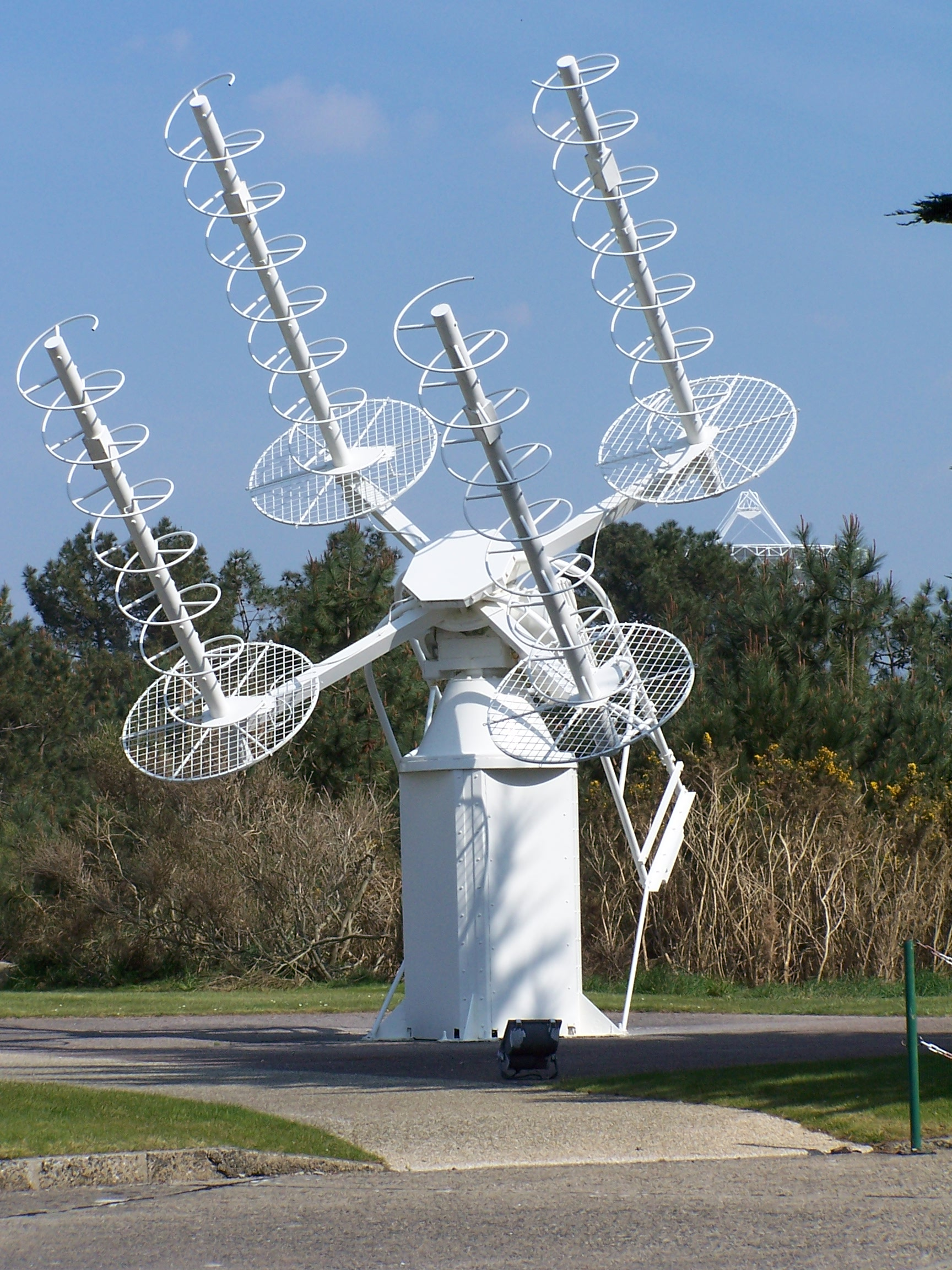
Antena helicoidal, uno de los inventos de John D. Kraus.

Una simple expresión de asombro que dio un vuelco al mismísimo corazón de la ciencia, y mucho más, el 15 de agosto de 1977. Aquel día el radiotelescopio Big Ear detectó la primera, y única hasta el momento, señal con posible origen extraterrestre e inteligente.
Fue John D. Kraus quien, primeramente con un telescopio de prueba, logró los fondos necesarios para hacer tal hazaña posible. Si bien hubo que reducir el precio final del proyecto, ayudándose de universitarios en su construcción a tal efecto, consiguió hacer los mapas del cielo más extensos y profundos del momento. Con el extra de localizar la conocida señal Wow!
Años después, curiosamente, el Big Ear entró en el Libro Guinness de los récords por "La búsqueda de vida extraterrestre más longeva". Hecho este que no salvó al observatorio de convertirse, finalmente, en un campo de golf.
| Año  | Nombre               |                           | |
| ---- | -------------------- | ------------------------- | --- |
| 1980 | Robert Adler         | Bandera de Austria        | Por sus muchas invenciones en el campo de los emisores electrónicos y dispositivos ultrasónicos, y por su liderazgo e innovación en investigación y desarrollo. |
| 1981 | C. Chapin Cutler     | Bandera de Estados Unidos | Por sus contribuciones creativas a la electrónica de microondas, comunicaciones espaciales y a la tecnología de los sistemas de comunicación. |
| 1982 | Nathan Cohn          | Bandera de Estados Unidos | Por una carrera de contribuciones creativas y liderazgo en la industria informática, así como en el control y suministro económico de energía en los grandes e interconectados sistemas eléctricos.                                                                                       |
| 1983 | Herman P. Schwan     | Bandera de Alemania       | Por toda una carrera de esfuerzo creativo por el cual la ingeniería, la física, la biología y la medicina se han fusionado en el coherente campo de la ingeniería biomédica (si bien su especialidad, y origen de cantidad de sus logros, siempre fue la bioingeniería electromagnética). |
| 1984 | Eugene I. Gordon     | Bandera de Estados Unidos | Por una singular carrera de invención, desarrollo y liderazgo en los dispositivos de electrones. |
| 1985 | John D. Kraus        | Bandera de Estados Unidos | Por su constante carrera como innovador, descubridor y educador en los campos de las antenas y en la radioastronomía. |
| 1986 | James L. Flanagan    | Bandera de Estados Unidos | Por una carrera de innovación y liderazgo en la ciencia y tecnología de la comunicación por voz. |
| 1987 | Robert A. Henle      | Bandera de Estados Unidos | Por su constante liderazgo, y contribuciones individuales, en la ciencia y tecnología de los circuitos semiconductores para sistemas informáticos. |
| 1988 | James Ross MacDonald | Bandera de Estados Unidos | Por sus contribuciones base a la ciencia y tecnología de estado sólido, y un liderazgo sobresaliente como director de investigación. |
| 1989 | Nick Holonyak, Jr.   | Bandera de Estados Unidos | Por una carrera sobresaliente en el campo de la ingeniería eléctrica así como por sus contribuciones e importantes avances en el campo de los dispositivos y materiales semiconductores.                                                                                                  |

### 1990 a 1999

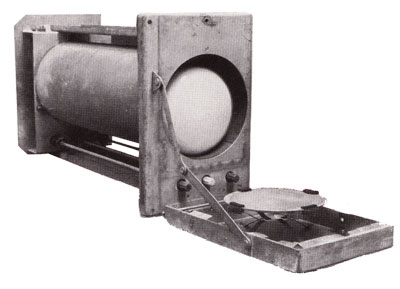
Tubo Williams, desarrollo que no invención de James H. Pomerene.

En 1997, Esther M. Conwell, se convirtió en la primera mujer en ganar la Medalla Edison. Nada raro hay en esto, toda una vida dedicada a la ciencia fue la suya y sin embargo... La primera, por algo tan simple como que el número de mujeres dedicadas a la ciencia es ínfimo en comparación al género masculino; es solo eso lo que hace que tan pocas mujeres logren premios como este pues, simplemente, casi no hay mujeres científicas.
| Año  | Nombre                 |                             | |
| ---- | ---------------------- | --------------------------- | --- |
| 1990 | Archie W. Straiton     | Bandera de Estados Unidos   | Por una destacada carrera en ingeniería eléctrica con importantes contribuciones en el/los campo/s de la radiopropagación y en astronomía así como en la enseñanza de ingeniería/s.                            |
| 1991 | John L. Moll           | Bandera de Estados Unidos   | Por sus contribuciones pioneras a los dispositivos de silicio difusos y con máscara de óxido, al análisis de transistores, los interruptores p-n-p-n y a la optoelectrónica.                                   |
| 1992 | George D. Forney       | Bandera de Estados Unidos   | Por sus contribuciones originales a la codificación, la modulación, los módems de comunicación de datos, y por su liderazgo en la industria e investigación de la tecnología de las comunicaciones.            |
| 1993 | James H. Pomerene      | Bandera de Estados Unidos   | Por sus contribuciones sobresalientes al desarrollo de la arquitectura de los ordenadores, incluyendo el pipelining (segmentación), la memoria principal fiable y las jerarquías de memoria.                   |
| 1994 | Leslie A. Geddes       | Bandera de Escocia          | Por sus contribuciones fundamentales al instrumental biomédico aplicado y a la comprensión de las propiedades eléctricas del sistema cardiovascular.                                                           |
| 1995 | Robert W. Lucky        | Bandera de Estados Unidos   | Por una extraordinaria carrera en las telecomunicaciones y el continuo liderazgo técnico que da a su campo tanto en el apoyo de la profesión como en su convincente promoción pública de la tecnología.        |
| 1996 | Floyd Dunn             | Bandera de Estados Unidos   | Por sus contribuciones creativas a los conocimientos fundamentales de la propagación de los ultrasonidos y sus interacciones con los medios biológicos.                                                        |
| 1997 | Esther M. Conwell      | Bandera de Estados Unidos   | Por sus contribuciones fundamentales a la teoría del transporte/movimiento en los semiconductores y conductores orgánicos así como su aplicación en los semiconductores, la copia electrónica y las imprentas. |
| 1998 | Rolf Landauer          | Bandera de Alemania         | Por sus contribuciones pioneras a la física de la informática y la conductividad. |
| 1999 | Kees Schouhamer Immink | Bandera de los Países Bajos | Por una carrera de contribuciones creativas a las tecnologías digitales del vídeo, audio y grabación de datos.                                                                                                 |

### 2000 a 2009
En el año 2003 el premio quedó nuevamente desierto, fue la cuarta vez que esto pasaba.
| Año  | Nombre                   |                                       | |
| ---- | ------------------------ | ------------------------------------- | --- |
| 2000 | Jun-ichi Nishizawa       | Bandera de Japón                      | Por sus contribuciones a la tecnología y ciencia de los materiales, y la invención del transistor de inducción estática. |
| 2001 | Robert H. Dennard        | Bandera de Estados Unidos             | Industria microelectrónica                                                                                               |
| 2002 | Edward E. Hammer         | Bandera de Estados Unidos             | Investigaciones sobre la luz fluorescente                                                                                |
| 2003 | -                        |                                       | |
| 2004 | Federico Capasso         | Bandera de Italia                     | Tecnología del estado sólido                                                                                             |
| 2005 | Peter Lawrenson          | Bandera de Inglaterra                 | Mecanismos de control magnéticos                                                                                         |
| 2006 | Fawwaz T. Ulaby          | Bandera de Siria                      | Tecnología de radar |
| 2007 | Russel D. Dupuis         | ¿?                                    | Fabricación de semiconductores                                                                                           |
| 2008 | Dov Frohman-Bentchkowsky | Bandera de los Países Bajos           | Memorias electrónicas |
| 2009 | Tingye Li                | Bandera de la República Popular China | Comunicaciones por fibra óptica                                                                                          |

### 2010 a presente

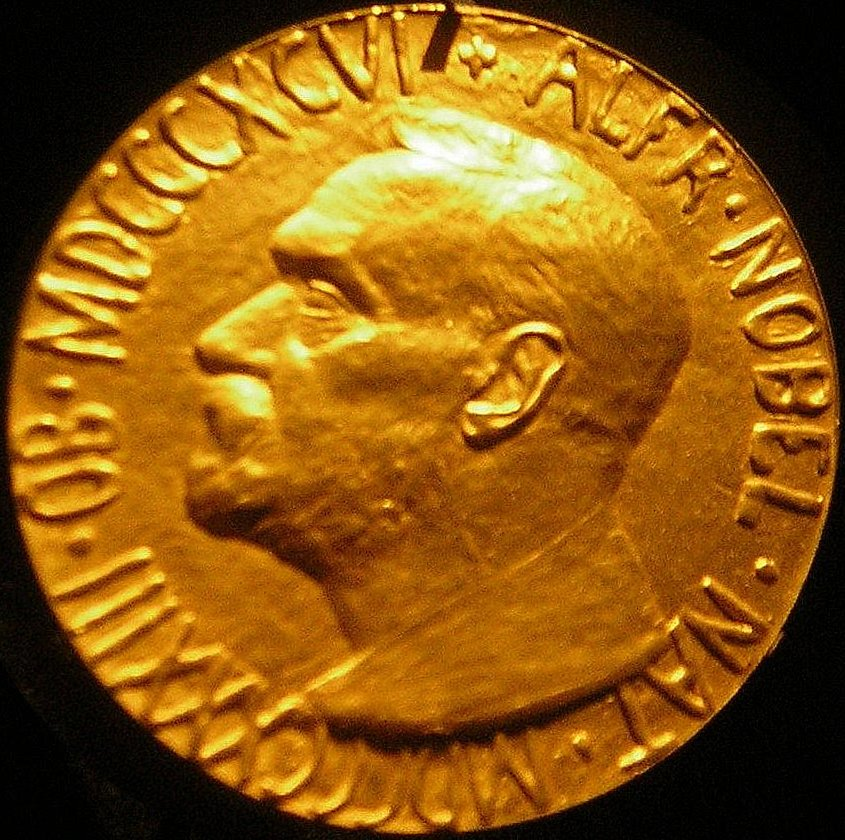
Premio Nobel, en este particular es el Nobel de la Paz entregado, en 1933, a Norman Angell.

Los años pasan y la presente década no va a suponer sino la entrega de la Medalla Edison número 100. Todo un hito en este y/o en cualquier otro premio.
El ganador que alcanzó tan magno número no fue otro que Michael Francis Tompsett, en la edición 2012.
Otras particularidades de estos años...

Ivan Paul Kaminow, quien se hizo con la Medalla en 2013 si bien poco antes, en 2010, ya había ganado el Premio Fotónica IEEE por justo el mismo trabajo.
Y justo al año siguiente, 2014, llegó el 2o Nobel a uno de los premiados con la Edison. Fue Isamu Akasaki quien lo ganó por su invento del led azul, y al igual que su predecesor, Robert A. Millikan (Edison en 1922 y Nobel en 1923), el premio fue en la categoría de física.
| Año  | Nombre                    |                           | |
| ---- | ------------------------- | ------------------------- | --- |
| 2010 | Ray Dolby                 | Bandera de Estados Unidos | Técnicas de reducción de ruido |
| 2011 | Isamu Akasaki             | Bandera de Japón          | Pantallas digitales |
| 2012 | Michael Francis Tompsett  | Bandera de Inglaterra     | Por sus pioneras contribuciones a los dispositivos de imagen, incluyendo los sensores CCD, cámaras y sensores termográficos.                                                                           |
| 2013 | Ivan Paul Kaminow         | Bandera de Estados Unidos | Por ser un pionero con toda una vida de contribuciones y liderazgo en el campo de los dispositivos fotónicos y redes instrumentales aplicada/s a/en/sobre una/la red mundial de alta capacidad óptica. |
| 2014 | Ralph H. Baer             | Bandera de Alemania       | Por sus pioneras y fundamentales contribuciones al mundo del videojuego y a las industrias de contenidos multimedia-interactivos.                                                                      |
| 2015 | James Julius Spilker, Jr. | Bandera de Estados Unidos | Por sus contribuciones a la tecnología e implantación de los sistemas de navegación GPS civiles. |
| 2016 | Robert W. Brodersen       | Bandera de Estados Unidos | Por su trabajo con semiconductores. |
| 2017 | M. George Craford         | Bandera de Estados Unidos | Investigaciones sobre la luz LED |
| 2018 | Eli Yablonovitch          | Bandera de Estados Unidos | Por su trabajo en láseres de semiconductores |
| 2019 |                           |                           | |